# Robert Moses

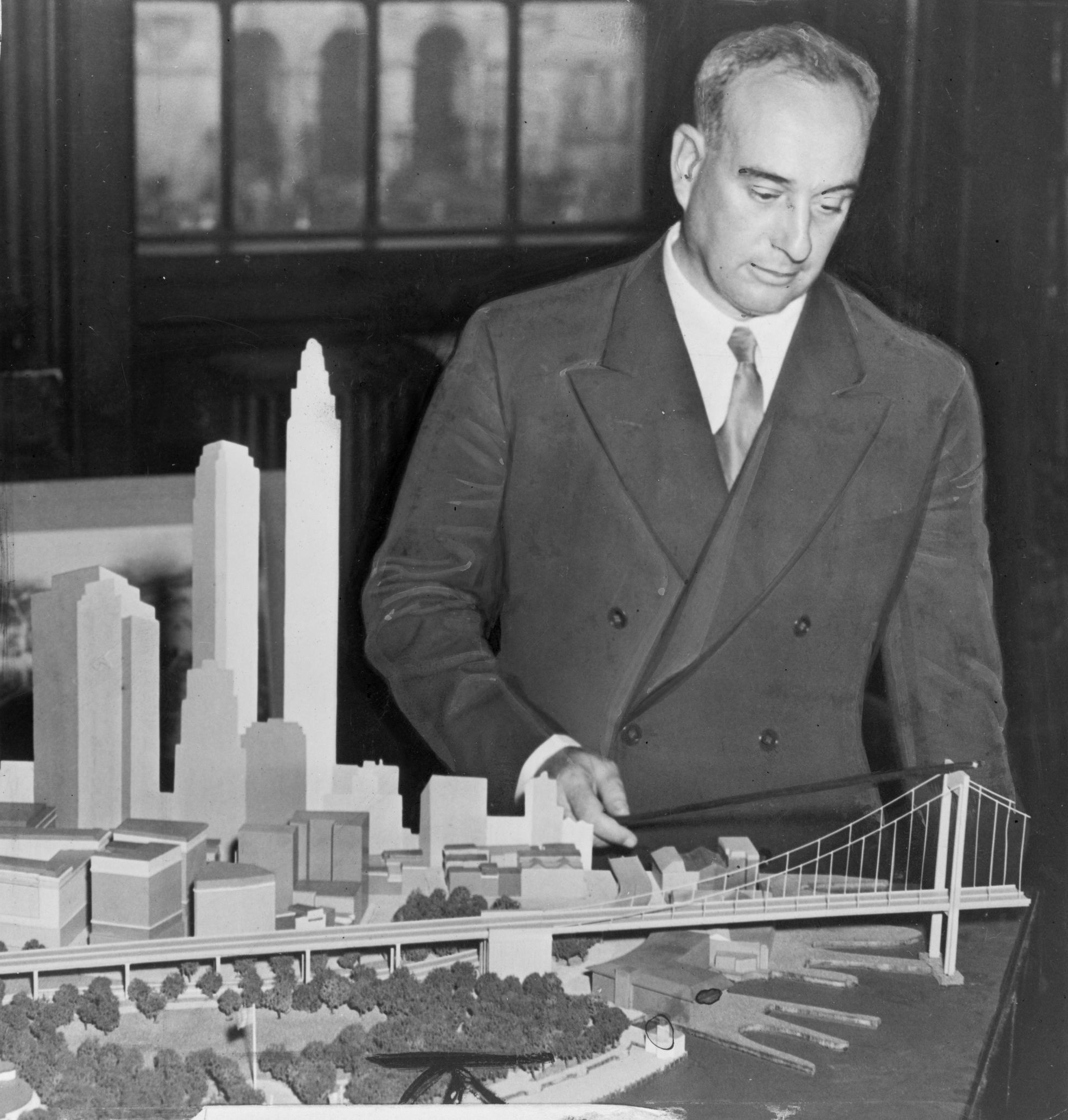
Robert Moses z jego modelem, prezentującym propozycję budowy mostu Battery Bridge

Robert Moses (ur. 18 grudnia 1888 w New Haven, zm. 29 lipca 1981 w West Islip, stan Nowy Jork) – amerykański urbanista, pracujący głównie na obszarze nowojorskiej metropolii. Realizowane przez niego projekty, ze względu na ich skalę oraz rozmach, porównywane są do dziewiętnastowiecznej przebudowy Paryża, samego Mosesa zaś do ich twórcy, barona Georges’a Haussmanna. Robert Moses to jeden z najbardziej kontrowersyjnych urbanistów w historii Stanów Zjednoczonych.
Projekty Mosesa, których celem była przebudowa Nowego Jorku w duchu modernizmu Le Corbusiera, faworyzowały szerokie, wielopasmowe arterie komunikacyjne kosztem publicznego transportu. W szczytowym momencie swojej kariery Robert Moses zajmował 12 stanowisk kierowniczych, dzięki czemu zyskał faktyczną władzę nad decyzjami dotyczącymi rozwoju tego miasta. Nie uzyskał on jednak nigdy mandatu pochodzącego z wyborów – jedynie raz ubiegał się jako przedstawiciel Republikanów o stanowisko gubernatora Nowego Jorku, przegrywając tę rywalizację liczbą 800.000 głosów z demokratą, Herbertem H. Lehmanem.
Projekty realizowane przez Mosesa były uważane przez wielu za niezbędne dla rozwoju regionu po wielkim kryzysie. W okresie największych wpływów Mosesa w Nowym Jorku odbyły się dwie Wystawy Światowe – w 1939 oraz w 1964 roku. Między innymi dzięki staraniom Roberta Mosesa w latach 1948–1952 wybudowano w Nowym Jorku kompleks budynków stanowiących główną kwaterę ONZ. Jednakże część z projektów realizowanych przez Roberta Mosesa spotkała się z ogromnym oporem społecznym. Jedną z jego najbardziej znanych antagonistek była Jane Jacobs, autorka książki Śmierć i życie wielkich miast Ameryki – jednej z najważniejszych i najbardziej wpływowych publikacji na temat amerykańskiej urbanistyki.
W 1974 r. Robert Caro, amerykański dziennikarz i pisarz, opublikował krytyczną biografię Roberta Mosesa pod tytułem Potentat (The Power Broker). Praca ta, która przyniosła Robertowi Caro w 1974 r. Nagrodę Pulitzera, została wybrana przez wydawnictwo Modern Library do zestawienia 100 najważniejszych prac literatury faktu XX wieku. Odpowiedzią Mosesa na krytykę Roberta Caro było stwierdzenie, że „żyjemy w zmotoryzowanej cywilizacji”.